# Moldavisch honkbalteam

De Moldavische vlag.

Het Moldavisch honkbalteam is het nationale honkbalteam van Moldavië. Het team vertegenwoordigt Moldavië tijdens internationale wedstrijden. Het Moldavisch honkbalteam sloot zich in 1993 aan bij de Europese Honkbalfederatie (CEB), de continentale bond voor Europa van de IBAF.